# Freescale ColdFire

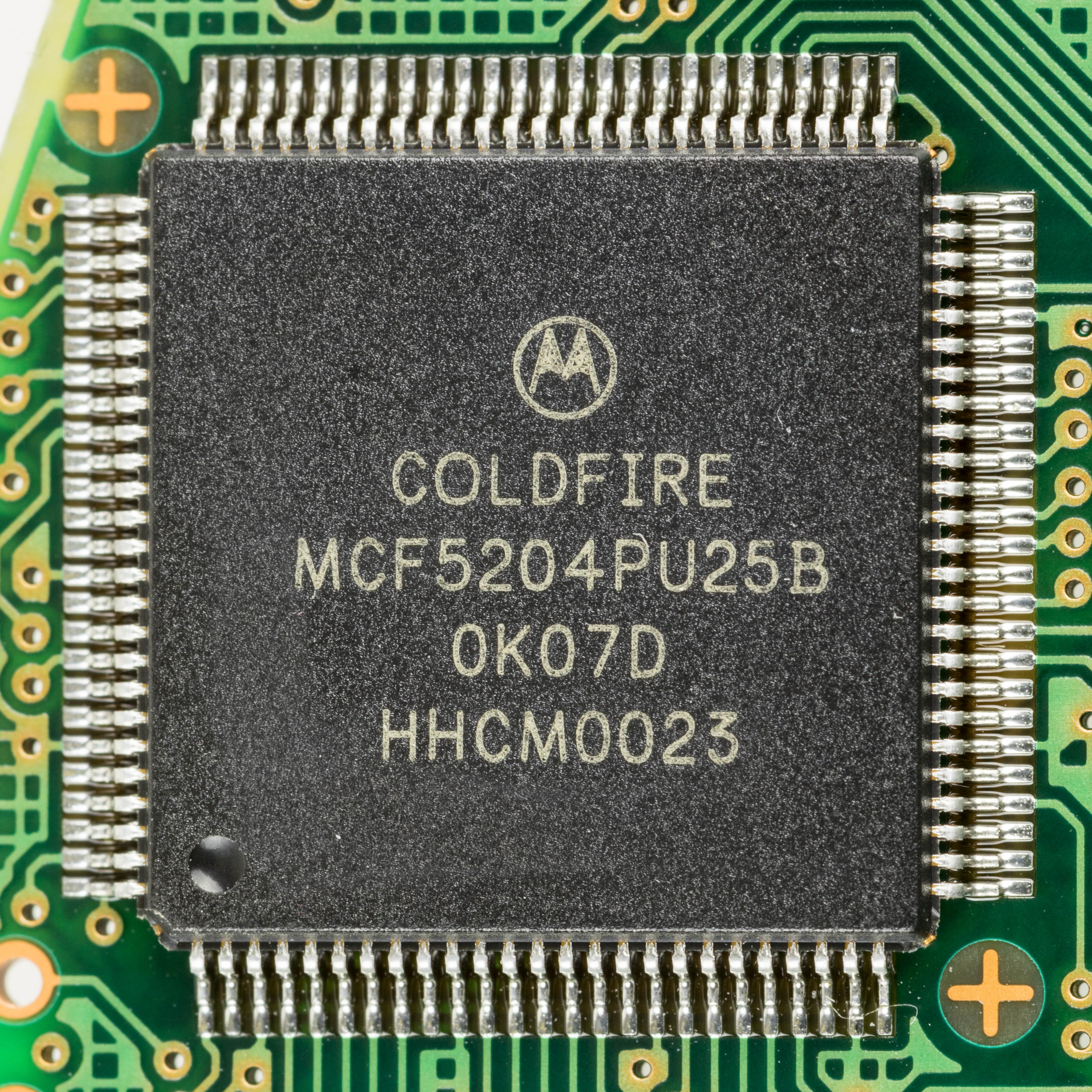
Coldfire 5204

Freescale ColdFire -- развитие микропроцессорной архитектуры 68k компании NXP Semiconductors, ориентированное на применение во встраиваемых приложениях. Процессоры  ранее производились Freescale Semiconductor, бывшим подразделением Motorola, пока компанию в 2015 году не купила NXP. На конец 2019 года произведено 500 млн. единиц всех вариантов.

## Описание
Набор инструкций ColdFire совместим на уровне ассемблера, но не на уровне машинного кода с 68000. В сравнении с классическими процессорами 68k, система команд больше не поддерживает двоично-десятичный формат данных BCD; удалены некоторые редко используемые команды; большинство команд поддерживает меньшее количество способов адресации. Блок вычислений с плавающей точкой поддерживает только 64 битные данные. 80-битные данные, как в сопроцессорах 68881 и 68882, не поддерживаются. Длина инструкций ограничена 2, 4 или 8 байтами. 
Последние модели ColdFire стали достаточно совместимы с 68k для выполнения кода на Amiga и Atari ST. Тактовая частота составляет до 350 МГц в сравнении с 75 МГц для 68060. Как IDE для разработки предлагается Development Studio for ColdFire® Architectures. Поддержка ColdFire в Линукс осуществляется специфичными для каждого контроллера Board Support Package от Freescale.
Существует пять поколений линии Coldfire:
- v1: предназначены для перехода с 8-битных микроконтроллеров Freescale 68HC08, это урезанная версия v2. Запущены в 2006 году, через 12 лет после оригинального Coldfire. Конкуренты для ARM начального уровня.
- v2: оригинальный Coldfire, стартовавший в 1994. Простой конвейер, без MMU, без FPU. Были версии с блоком умножения-сложения MAC и расширенным MAC.
- v3: опциональный блок MAC.
- v4: частично суперскалярное ядро.
- v4e (eV4): расширенная версия v4, запущена в 2000. Опциональные MMU, FPU и расширенный MAC.
- v5: полностью суперскалярное ядро.

С ноября 2006 архитектура ColdFire доступна для лицензирования. Ядро ColdFire v1 используется под свободной лицензией (без роялти) в Altera Cyclone-III FPGA.
На 2019 год производятся линейки v1, v2, v4 по 65 нм технологии.